# 가메다정 (아키타현)
가메다정(亀田町)은 아키타현 유리군에 있던 정이다.

## 역사
- 1889년 4월 1일 - 정촌제 시행과 함께 가메다정이 성립하였다.
- 1955년 7월 28일 - 미치카와촌과 합병해, 이와키정이 되었다.

## 교통
현재는 구 정역에 JR우에쓰 본선의 오리와타리역이 소재하지만, 당시는 미개업.「오리와타리 신호장」으로서의 개설은 이와키정이 성립 후의 1957년이였고. 덧붙여 1920년에 개업한 동선의 우고카메다역은 구 정역외에 있다.